# Дейвид Кореш
Дейвид Кореш (на английски: David Koresh, с рождено име Вернон Уейн Хоуел, на английски: Vernon Wayne Howel) е американски духовник и лидер (глава) на сектата „Клонка Давидова“, основана в САЩ през 20 век от българския емигрант Виктор Хутев.
Дейвид Кореш загива на 51-вия ден от обсадата на планината Кармел заедно с още над 70 члена на общността (включително 21 деца) от избухналия пожар в сградата на ранчото.

## Произход и младежки години
Дейвид Кореш е роден като Вернон Уейн Хоуел в Хюстън на 17 август 1959 г. Сведенията за неговия живот са твърде противоречиви предвид станалия пред очите на целия свят по телевизията инцидент в Уейко. Близки до него го описват като екцентрик, но нормален, докато официални американски източници го представят в изцяло негативна светлина, като дете на алкохолици, лишено от родителски грижи и любов. Единственото сигурно е, че Хоуел има задълбочени познания върху Библията. През 1981 г. той се установява в Уейко, Тексас и става член на религиозната група „Клонка Давидова“. След женитбата си за Рейчъл Джоунс приема новото религиозно име, взето в чест на цар Давид и на персийския цар Кир Велики. Според някои се обявил за Син Божи.
Явно религиозната група и практиките ѝ са в полезрението на американските специални служби и през 1986 г. за Кореш и групата му е докладвано, че живее полигамно, впоследствие, че поддържа сексуални отношения с малолетни, и по-специално с 14-годишната Карън Дойл и с 12-годишната сестра на съпругата му. През 1987 г. е обвинен в опит за убийство на Джордж Роден, но е оправдан. През 1988 г. Роден убива човек и водач на религиозната група става Кореш.

### Смърт
Кореш умира от раните си получени при стрелбата от агенти на ФБР по обсадените в ранчото в Уейко, наречено „планината Кармел“ през 1993 г. Официалната версия на американското правителство е, че сектантите сами подпалили сградата на „планината Кармел“ и са извършили ритуално самоубийство, но съществува и друга алтернативна версия за случилото се, която не е никак лицеприятна за американските власти, а именно че те са предизвикали поради слаба организация и субординация при атаката на „планината Кармел“ пожара, вследствие на който загиват над 70 души, сред които над 20 деца. Темата за смъртта на религиозните сектанти от „Клонка Давидова“ и за предизвикалата я атака на правителствените сили с последвалото изпепеляване на целия имот от избухналия пожар продължава да вълнува американското и световно обществено мнение и често е предмет на ожесточени спорове и взаимни обвинения между правителствената пропаганда и роднините на загиналите.